# 马尔果夫·伊斯哈科夫

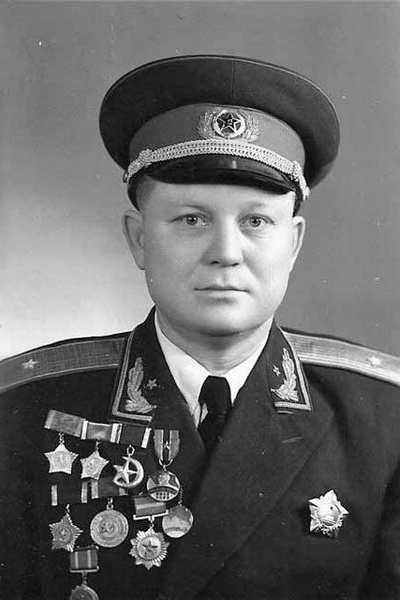
马尔果夫·伊斯哈科夫授衔照

马尔果夫·捷米尔加利耶维奇·伊斯哈科夫（1923年3月13日—1992年），新疆伊宁人，塔塔尔族，中国人民解放军开国少将。

## 生平
1944年11月，新疆伊犁、塔城、阿勒泰地区发生“三区革命”，马尔果夫·伊斯哈科夫参与了其中的伊犁人民武装起义。1945年7月，在伊宁以暴动队伍组成的游击队指挥部为基础，成立了民族军。
1949年11月，民族军整编为中国人民解放军第一野战军第一兵团民族第五军。1951年1月，该军在伊宁改编为中国人民解放军第五军。1949年12月至1953年，马尔果夫·伊斯哈科夫任第五军副军长兼参谋长（1950年1月至1952年11月兼伊犁军区副司令员），1953年至1954年10月任第五军军长。经中共中央新疆分局书记王震、副书记徐立清及各位委员分别介绍，1949年12月30日，马尔果夫·伊斯哈科夫等15位新疆各民族干部在中共中央新疆分局所在地迪化市新疆分局办公大楼集体宣誓加入中国共产党（无候补期），马尔果夫·伊斯哈科夫成为中华人民共和国时期中国共产党在新疆发展的首批少数民族党员之一。
1954年10月至1960年8月，出任伊犁军区司令员。1960年8月至1961年1月，任新疆军区副参谋长。1955年获授中国人民解放军少将军衔，并且获得一级解放勋章
1961年，堅持要归顺苏联，经中央军委同意后，与祖农·太也夫少将，并連同当地人民约六万余人共同出走苏联，造成伊塔事件。1992年，从苏联移民土耳其的马尔果夫·伊斯哈科夫在阿拉木图逝世。
马尔果夫·伊斯哈科夫受少將銜時年僅32歲，是中國人民解放軍史上最年輕的將軍。但他投奔蘇聯後，人民解放軍改稱34歲受銜的吳忠是軍史最年輕的將軍。